# بندر محسن الأحمدي
بندر محسن الأحمدي (و. 1977) هو مدربٌ سعودي، وعضوٌ في مجلس إدارة الاتحاد العربي السعودي لكرة القدم، ومستشارٌ فنّي ومدربٌ لعددٍ من الأندية السعودية، ويعمل حاليًّا مديرًا فنيًّا للمنتخبات السنية منذ 2018.

## الحياة الشخصية
يحمل الأحمدي شهادة بكالوريوس في العلوم الاجتماعية من جامعة الملك عبد العزيز.

## الحياة العملية

### الخبرة الميدانية في مجال التدريب
- مدرب الفريق الأول نادي المجد 2002 - 2007.
- مدرب الفريق الأول نادي رضوی 2009 - 2010.
- المشرف الفني على كرة القدم نادي الأنصار 2010 – 2012.
- مدرب الفريق الأول لكرة القدم نادي الأنصار.
- مدرب المنتخب السعودي B عام 2013.
- المدير الفني لكرة القدم نادي أحد 2014 – 2015.
- المستشار الفني نادي الاتفاقالسعودي 2015 – 2017.
- المستشار الفني نادي الأهلي السعودي 2017 – 2018.
- المدير الفني للمنتخبات السنية 2018 إلى الآن.[3]
- المشرف العام على إدارة التطوير والمبادرات في الاتحاد السعودي لكرة القدم.[4]

### الخبرة الميدانية في التعليم الأكاديمي
- محاضر في الاتحاد السعودي لكرة القدم.
- محاضر في الاتحاد الآسيوي لكرة القدم.[5]
- مقيم محاضرين الاتحاد الآسيوي لكرة القدم.

### عضوية اللجان
- عضو لجنة المسابقات في الاتحاد السعودي لكرة القدم (2012 - 2011).
- عضو اللجنة الفنية في الاتحاد السعودي لكرة القدم 2019 – 2017.
- عضو لجنة تطوير الفئات السنية الاتحاد الآسيوي لكرة القدم .
- عضو مجلس إدارة الاتحاد السعودي لكرة القدم .

## الإنجازات
- صعود الفريق الأول نادي الأنصار إلى دوري زين للمحترفين 2011 - 2010.
- صعود الفريق الأول نادي أحد إلى دوري الدرجة الأولى 2014 – 2015.[6]
- تحقيق بطولة المملكة تحت 23 عام مع نادي أحد 2014 – 2015.
- تحقيق كأس آسياتحت 19 عام بجاکرتا 2019.
- الوصول للدور ربع النهائي في دورة الألعاب الآسيوية (الأسياد) بجاكرتا 2019.
- الوصول لنهائيات كأس العالم تحت 20 عام ببولندا 2019.
- تأسيس وحدة اكتشاف المواهب في الاتحاد السعودي لكرة القدم 2018.
- تأسيس مراكز التدريب الإقليمية في الاتحاد السعودي لكرة القدم 2019.
- الوصول لنهائيات آسيا تحت 23 عام تايلاند 2020.
- المشاركة في نهائيات كأس العالم تحت 20 عام بولندا 2019.
- الوصول نهائيات آسيا تحت 17 البحرين 2020.
- تحقيق بطولة غرب آسيا تحت 17 عام بالأردن 2019.
- الوصول نهائيات آسيا تحت 19 عام بأوزبكستان 2020.
- الوصول أولمبياد طوكيو 2020.

- تحقيق المركز الثاني في نهائيات آسيا تحت 23 عام بتايلند 2019.

## المعايشات
- نادي سبارتا براغ التشيكي 2013.
- منتخب إيطاليا تحت 20 عام 2014.
- نادي روما الإيطالي 2015.
- نادي هانوفر الألماني 2016.
- نادي أتليتكو مدريد 2017.
- نادي زيت الروسي 2018.

## الدورات في مجال كرة القدم
- الدورة الدولية السادسة لمدربي كرة القدم بالقاهرة.
- دورة الإعداد البدني والفني لكرة القدم من الاتحاد التشيكي.
- دبلوم التدريب الرياضي بجامعة تشارلز بجمهورية تشيك.
- الدورة الأولى لمدربي الفئات السنية من الاتحاد العربي لكرة القدم بالمنامة.
- دبلوم المدربين المحترفين الأسيوي لتدريب كرة القدم (Pro).
- الدورة الدولية المتقدمة لمدربي كرة القدم للصالات من الاتحاد الدولي لكرة القدم.
- دورة مفاهيم التكيك الحديث لكرة القدم من الاتحاد الإيطالي.
- دورة إعداد المحاضرين من الاتحاد الآسيويلكرة القدم بكوالالمبور.
- دورة إعداد المحاضرين من الاتحاد الدولي لكرة القدم.
- دورة إدارة المنافسات من الاتحاد التشيكي لكرة القدم.
- دورة تطوير المحاضرين من الاتحاد الآسيوي لكرة القدم.
- دورة التحليل الفني من الاتحاد الإيطالي.
- دورة التحليل الفني باستخدام برنامج NACSPORT في هولندا.
- دورة التحليل الفني باستخدام برنامج Video Observer في إيطاليا.
- دورة التحليل الفني باستخدام برنامج Instat في روسيا.